# W·R·格雷斯大楼
租户：RE
W·R·格雷斯大楼是一座位于纽约市曼哈顿的摩天大楼。 该建筑的设计主要是由戈登·邦沙夫特设计，在1974年完工。 大楼业主为W·R·格雷斯公司，德勤会计师事务所亦位于此楼中。
该建筑地址为第六大街1114号，但是主入口位于42街上，第五、第六大道之间。大楼俯视布莱恩公园和纽约公共图书馆的总部。建筑物面积大约为141,000平方公尺（可租赁面积）。

## 租户
- 贝恩公司[2]
- Cooley[3]
- 海德思哲{RC}
- Interpublic
- 北德意志州银行
- 合众集团
- 中国人民银行
- Southpoint Capital Advisors LP
- 世强律师事务所
- 顺德伦国际律师事务所
- Insight Venture Partners